# Nolldelare
Om R är en kommutativ ring, så är ett element a ≠ 0 i R en nolldelare, om det finns ett element b ≠ 0 i R, sådant att a·b = 0.
Om en kommutativ ring saknar nolldelare, så kallas den för ett integritetsområde. I en ring, som inte är kommutativ skiljer man på vänsternolldelare och högernolldelare.

## Exempel
Heltalen Z, de reella talen R och de komplexa talen C saknar nolldelare.
Matrisen {\displaystyle \left({\begin{smallmatrix}1&0\\0&0\end{smallmatrix}}\right)} i matrisringen av 2×2-matriser med reella element är en nolldelare, eftersom
{\displaystyle \left({\begin{matrix}1&0\\0&0\end{matrix}}\right)\,\left({\begin{matrix}0&0\\0&1\end{matrix}}\right)=\left({\begin{matrix}0&0\\0&0\end{matrix}}\right)}.
Produkten av de två kvadratiska matriserna är således lika med nollmatrisen, trots att ingen av dessa är nollmatrisen. I denna ring är nolldelarna de matriser, vilkas  determinant är lika med noll.

## Egenskaper
En nolldelare är inte inverterbar, för om {\displaystyle ax=0} följer det att:
{\displaystyle 0=a^{-1}0=a^{-1}ax=x}
Alla idempotenta element {\displaystyle a\neq 1} är nolldelare, för om {\displaystyle a^{2}=a} följer det att {\displaystyle a(a-1)=(a-1)a=0}.
Alla nilpotenta element är nolldelare, ty om {\displaystyle a^{n}=0} följer det att {\displaystyle aa^{n-1}=a^{n-1}a=0}.
Ringen av kongruensklasser modulo n,  {\displaystyle \mathbb {Z} _{n}}, har nolldelare om och endast om n är ett sammansatt tal.